# Финам
АО «Инвестиционный холдинг Финам» («Финансовый аналитик Москва») — крупнейший в России (по состоянию на 2013 год) розничный брокер, а также инвестиционная группа, специализирующаяся на оказании трейдерских, инвестиционных банковских услуг, доверительном управлении денежными средствами и ценными бумагами, инвестировании на валютном рынке Forex.

### Показатели
По совокупным оборотам по сделкам с ценными бумагами, числу клиентов, размеру региональной сети, собственных средств и остальным показателям «Финам» входит в пятёрку крупнейших инвестиционных компаний России. Он имеет рейтинги высшего уровня надёжности: от «Национального рейтингового агентства» "АА-|ru.iv|", от агентства «Эксперт РА» — «ruBBB».
«Финам» контролирует около 14 % от общего объёма торгов на ММВБ-РТС (2011), предоставляет услуги на всех основных мировых торговых площадках, в том числе на NASDAQ, Нью-Йоркской, Гонконгской и др. фондовых биржах.
По состоянию на декабрь 2015 года оборот холдинга на международном финансовом рынке составил около 52 млрд $, на российском — около 51 млрд $. Суммарные обороты клиентов «Финама» из более чем 40 стран мира в декабре 2015 года достигли 102 млрд $. Количество зарегистрированных клиентов холдинга в 2013 году — 118 тыс., в конце 2015 года — 317 тыс., в конце 2022 года — более 420 тысяч. Основными поставщиками новых иностранных клиентов выступают КНР, Индия, Таиланд, а также арабские страны и Латинская Америка.

### Структура
Инвестиционный холдинг «Финам» состоит из следующих основных подразделений:
- АО «Инвестиционная компания „Финам“» (брокерское обслуживание)
- АО «Инвестиционный банк Финам» (банковское обслуживание)
- ООО «Управляющая компания „Финам Менеджмент“» (доверительное управление, включая ПИФы)
- ООО «Финам.ру» (информационно-аналитическое агентство)

- АНО «Учебный центр Финам»
- Международные брокеры WhoTrades Ltd. (ЕС) и WhoTrades Inc. (США)
- Фонд прямых инвестиций FINAM Global

Представительства группы работают более чем в 90 городах мира, в том числе у неё 84 филиала в России, а также офисы в Нью-Йорке, Лимасоле, Караганде, Дели, Джакарте, Куала-Лумпуре, Бангкоке и Пекине.

### Руководство
- Генеральный директор АО «Финам» — Арсен Айвазов[12];
- Президент-председатель правления финансовой группы «Финам» — Владислав Кочетков[12];
- Председатель правления АО «Инвестиционный банк Финам» — Андрей Шульга[12].

## История

### 1990-е
В 1994 году Виктор Ремша с тремя однокурсниками создал компанию «Финанс-Аналитик». Она приступила к изданию специализированного ежедневного информационно-аналитического бюллетеня «Портфель инвестора», обеспечивавшего участников тогдашнего фондового рынка оперативной информацией об эмитентах, котировках бумаг, биржевыми новостями. В 1995 году партнёры Ремши вышли из этого бизнеса.
К концу 1990-х годов основным бизнесом «Финанс-Аналитик» стали брокерские услуги, в частности, операции с облигациями государственных сберегательных займов (ОГСЗ), акциями, фьючерсами. Он получил лицензию ФКЦБ России, стал членом НАУФОР, МФБ, ММВБ, РТС.
Компания одной из первых в России приступила к обслуживанию розничных клиентов-частников. Этот приоритет сохранился и в последующие десятилетия. В 1996 году был открыт первый региональный филиал брокера в Ноябрьске (Тюменская область), в следующем — появились региональные представители в Тюмени, Уфе, Саратове, Оренбурге, Махачкале, к 2001 году филиальная сеть компании «Финанс-Аналитик» включала уже 34 города России.

### 2000-е
В 2000 году холдинг первым в России предложил услуги интернет-трейдинга, выпустив коробочный софт для удалённого доступа на ММВБ. В этом же году был запущен информационный портал Finam.ru для розничных трейдеров. В марте 2001 года был основан учебный центр холдинга. В 2002 году группа компаний «Финанс-Аналитик» была преобразована в инвестиционный холдинг «Финам» (сокращение от Finance Analytic Moscow — под таким тикером компания торговала на РТС в середине 1990-х).
С 2002 года холдинг входит в пятёрку ведущих операторов фондового рынка на ММВБ. В этом же году была запущена электронная система кроссинга для внебиржевой торговли российскими акциями. В 2004 году «Финам» приобрёл АКБ «Мегаватт-банк», находившийся в восьмой сотне российских банков. Он был переименован в банк «Финам». Первоначально он обслуживал физических лиц — брокеров, однако с 2006 года превратился в полноценный инвестиционный банк, а с 2011 года стал универсальным.

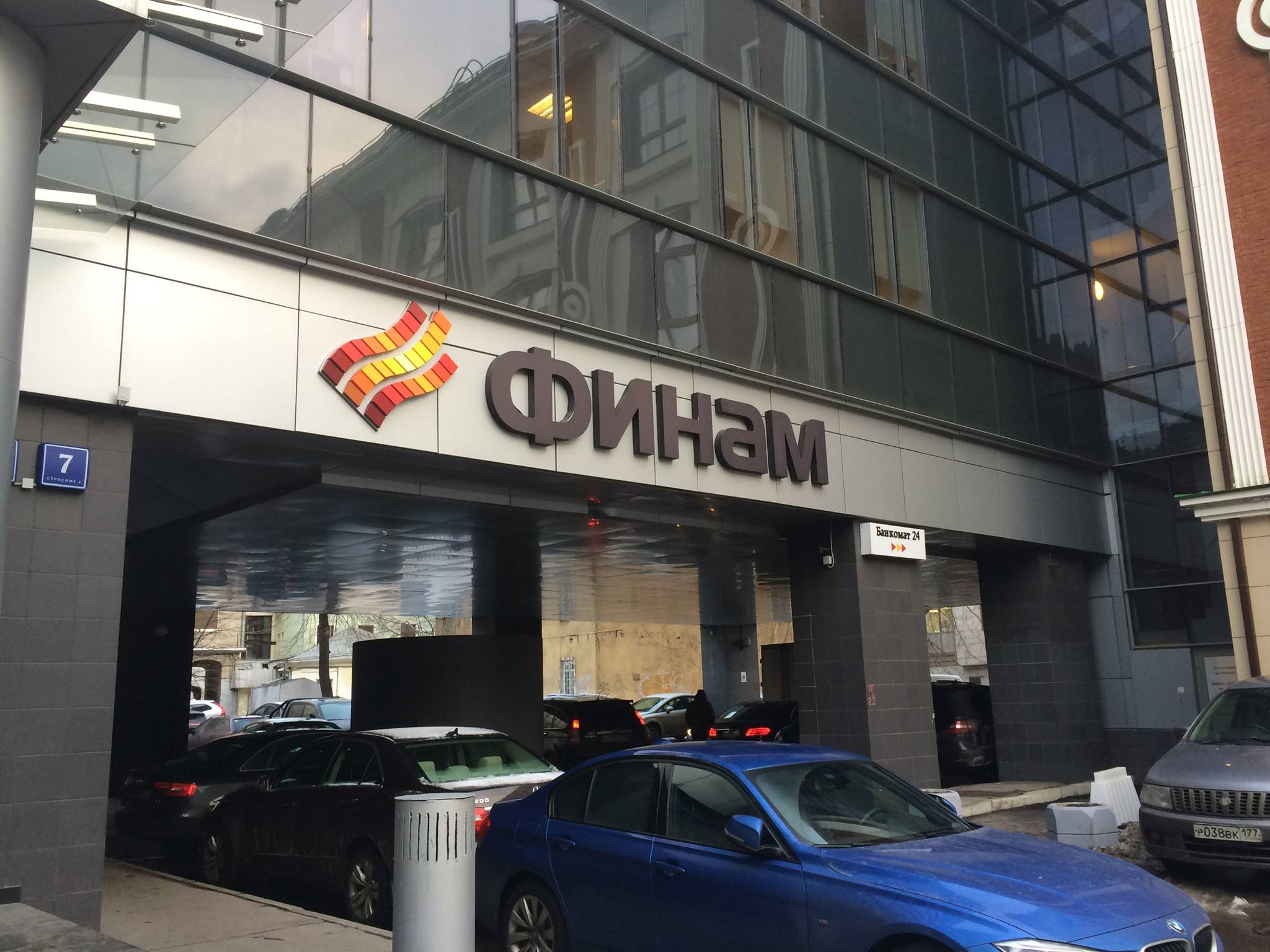
Головной офис «Финам» в Настасьинском переулке в Москве (2016)

По итогам 2004 года находившиеся в доверительном управлении холдинга активы увеличились вдвое по сравнению с 2003 годом. Тогда же «Финам» стал торговать ценными бумагами на фондовых рынках США. В 2006 году биржевые обороты компании превысили 70 млрд $. С 2007 года филиальная сеть холдинга охватила 89 городов России. К 2008 году было сформировано 11 паевых инвестиционных фондов (ПИФ). По итогам 2009 года «Финам» стал крупнейшим российским брокером, его доля в обороте фондового рынка России составила 18 %.

### 2010-е
В 2010 году была запущена социальная сеть для трейдеров WhoTrades. Спустя два года она была преобразована в сервис для онлайн-общения и обучения более 500 тыс. международных трейдеров на 21 языке. В 2011 году первым из российских розничных брокеров «Финам» основал дочернюю компанию в США, в Нью-Йорке, а также аффилированные структуры в Пекине, Дели и Бангкоке. Американское подразделение холдинга WhoTrades Inc. стало членом NASDAQ, а WhoTrades Ltd. — Франкфуртской фондовой биржи.
В 2011 году «Национальное рейтинговое агентство» присвоило холдингу «Финам» индивидуальный рейтинг надёжности «АА+». По совокупным оборотам по сделкам с ценными бумагами, числу клиентов, размеру региональной сети, собственных средств и остальным показателям холдинг вошёл в пятёрку крупнейших инвестиционных компаний России. Его основатель и бывший глава Виктор Ремша был включен в топ-30 списка «Лица русского Интернета» журнала Forbes, а в 2012 году оказался в десятке российских интернет-миллионеров в статусе «инвестор» по версии журнала «Секрет фирмы».
В 2014 году рейтинговое агентство «Эксперт РА» присвоило компании рейтинг высшего уровня надёжности — «А++». В том же году «Финам» учредил ориентированный на зарубежные технологические проекты финансового сектора венчурный фонд FinSight Ventures с целевым объёмом до 50-100 млн $. В 2015 году холдинг объявил о запуске интернет-магазина акций, позволяющего без посещения офиса брокера торговать инструментами «Московской биржи». После вступления в силу закона о рынке форекс в России «Финам» первым получил от ЦБ РФ лицензию форекс-дилера.

### 2020-е
В конце 2020 года «Эксперт РА» повысил рейтинг банку «Финам» до уровня «ruBBB» и установил стабильный прогноз, а НРА повысила некредитный рейтинг надежности АО «ФИНАМ» до уровня "АА-|ru.iv|".
В феврале 2021 года УК «Финам Менеджмент» представила свой первый биржевой ПИФ «Дивидендные аристократы США». Осенью этого же года «Финам» предоставил всем клиентам, в том числе неквалифицированным инвесторам, доступ к Гонконгской фондовой бирже (HKEX). В декабре 2021 года Виктор Ремша вышел из капитала финансовой группы «Финам».
По результатам 2022 года брокер организовал IBO компании «Антерра», стал соорганизатором размещения облигаций «Патриот Групп» и вошел в синдикат высоконадежных облигаций «ЕвроТранс».
Весной 2023 года «Финам» предложил клиентам доступ на фондовый рынок Индии, а также ЗПИФ на майнинг биткоина.

## IT- и медиаактивы
Оказание брокерских услуг даёт около 60 % выручки холдинга. Однако с 2003—2004 годов значимые прямые инвестиции «Финам» направляет и в IT-бизнес. Основатель холдинга Виктор Ремша, которого журнал Forbes оценивал как «одного из самых успешных инвесторов в российские интернет-проекты», считал брокеридж и IT двумя важнейшими сферами для инвестиций «Финама». При этом он выделял три особенно интересных его структурам высокотехнологичных направления:
- социальный дейтинг;

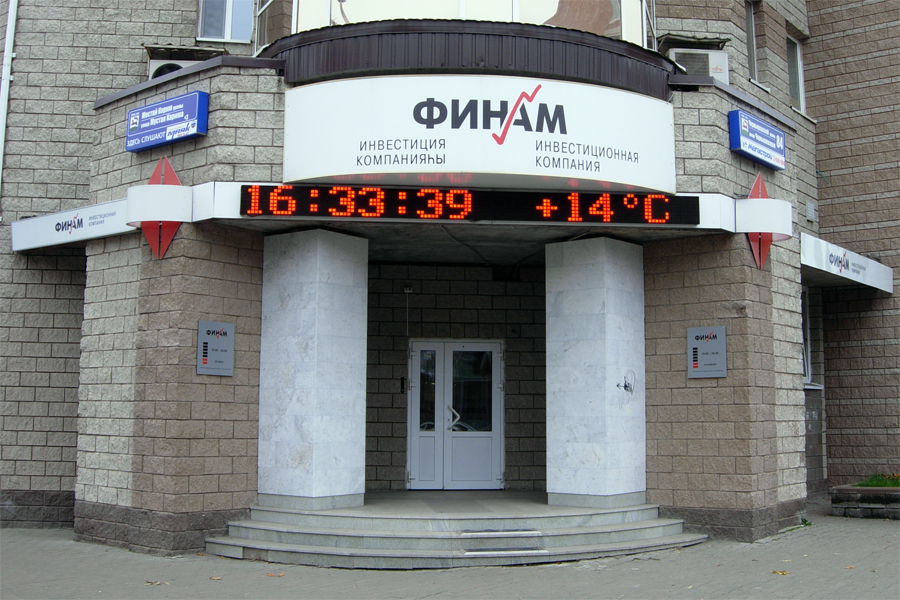
Филиал «Финам» в Уфе со старым логотипом (2009)

- компании-трафикогенераторы (обменные сети и др.);
- финансовые онлайн-сервисы, так называемые «убийцы банков».

В частности, холдинг «Финам» контролирует компании «Мамба», MoneyMail, E-generator, СМИ2, «МирТесен» и др., владеет миноритарными пакетами в крупнейшем дейтинговом портале Европы Badoo, компании-поставщике программного обеспечения для мобильных устройств Shape.ag и ряде других.

### «Бегун»
Система контекстной рекламы «Бегун» была первой крупной инвестицией холдинга в Интернете. Этот проект основан выходцами из аналитической компании SpyLOG в 2002 году со стартовым бюджетом около 50 тыс. $. Через год месячная выручка компании достигла 150 тыс. $. и последняя была полностью выкуплена ФИНАМом за 900 тыс. $. Эти средства вернулись в холдинг в виде дивидендов уже в первый год. За без малого девять лет дивиденды «Финама» от «Бегуна» составили около 35 млн $.
В 2005 году холдинг Rambler Media выкупил 25 % акций проекта за 750 тыс. $., в 2007 году он увеличил свой пакет до контрольного (50 % плюс одна акция) уже за 18 млн $.
В 2008 году Федеральная антимонопольная служба (ФАС) России заблокировала сделку между акционерами «Бегуна» и Google о продаже последнему 100 % акций за 140 млн $.
В 2011 гоуд «Финам» вышел из ставшего убыточным бизнеса, продав свой миноритарный пакет «Рамблеру» за 1,85 млн $.

### E-generator
Медиахолдинг E-generator, ядром которого является одноимённое агентство маркетинговых коммуникаций, был основан в 2002 году в Новосибирске. В декабре 2004 года Финам выкупил 55 % этой компании. Участники рынка оценивали сделку в 15-20 тыс. $. Совокупная выручка холдинга в 2015 году составила около 6,5 млн $. Два ключевых актива E-generator — новостная соцсеть СМИ2 (запущена в 2006 году) и геолокационная социальная сеть «МирТесен» (основана в 2007 году). Обе в дальнейшем подверглись переформатированию.
В своём нынешнем виде СМИ2 является контент-агрегатором средств массовой информации, в котором их новости в режиме реального времени автоматически выстраиваются в рейтинги (в том числе тематические и региональные) в зависимости от востребованности. Проект СМИ2 входит в топ-10 самых популярных интернет-СМИ России по версии LiveInternet, имея месячную аудиторию 11—15 млн посетителей. Среди партнёров площадки большинство крупных СМИ и медиахолдингов России. СМИ2 обеспечивает более 3 млн переходов на их сайты ежедневно.
На момент приобретения «Финамом» соцсети «МирТесен» в марте 2008 года её сообщество насчитывало около 320 тыс. человек. Ныне «МирТесен» — конструктор тематических сайтов и рекомендательное сообщество их авторов, заинтересованных в полезном контенте и собеседниках по конкретным темам. Совокупная месячная аудитория проекта (по состоянию на февраль 2016 года) составляет около 12 млн посетителей, он объединяет более 16 млн пользователей.

### «Мамба»
Сеть виртуальных знакомств «Мамба» была основана в 2002 году. Спустя три года база «Мамбы» охватывала 85 % всех желающих познакомиться в Рунете, причём её прибыльность обеспечивалась не продажей баннерной рекламы, а за счёт монетизации аудитории сайта.
В 2005 году проект был целиком выкуплен «Финамом» за 20 млн $.
В 2007 году чуть более 30 % акций компании оказались у Mail.ru Group за 18 млн $.
В 2012 году «Мамба» вошла в топ-30 российских интернет-компаний по версии журнала Forbes, на тот момент её выручка составляла 41 млн $. В середине 2013 года совокупная стоимость этого актива оценивалась в 250 млн $.

### «Бука», Alawar, Astrostar
В 2005—2007 годах «Финам» стал портфельным инвестором для двух издателей компьютерных и видеоигр зарубежного и собственного производства — «Бука» и Alawar, — а также онлайн-сервиса по составлению гороскопов Astrostar. В приобретение долей в этих компаниях холдингом было совокупно вложено около 2,6 млн $. От их продажи в последующие три года ему удалось выручить более 15 млн $.

### «Финам FM»
В августе 2007 года «Финам» приобрёл радиостанцию «Большое радио» и переименовал её в «Финам FM». Сумма сделки на тот момент оценивалась в 10 млн $. Радиостанция «Финам FM» вещала в Москве и Московской области на частоте 99,6 МГц, её информационный блок составляли ежедневные авторские программы с экспертами в бизнесе, науке, культуре, музыкальной основой эфира была западная рок-музыка 1960—1980-х годов.
Несмотря на то, что радиостанция к 2012 году оказалась в тройке самых цитируемых СМИ столицы и области по версии «Медиалогии», а также получила ряд профессиональных наград, она оставалась убыточной. В холдинге её рассматривали как имиджевый актив, помогающий популяризации бренда «Финам», и активного поиска покупателей не вели, но рассматривали поступающие предложения, отмечает журнал Forbes. В ноябре 2013 года «Финам FM» была продана аффилированным структурам Михаила Гуцериева и в 2014 году переформатирована в «Столицу FM». Сделка было оценена в 8-12 млн $.

### Badoo
Международная сеть виртуальных знакомств Badoo была основана в Лондоне в 2006 году. К началу 2008 года, когда этот проект объединил более 12,5 млн участников и успел занять заметные позиции в Европе и Латинской Америке, «Финам» выкупил 10-процентный пакет акций сети за 30 млн $, а спустя год увеличил долю до 20 %, вложив в неё ещё 50 млн $. По состоянию на середину 2013 года оценочная стоимость Badoo составила 1,065 млрд $, причём ФИНАМ на тот момент оценивал эту компанию ещё выше — в 2,5 млрд $.

### «Банки.ру»
Интернет-ресурс «Банки.ру» был основан в 2005 году, начальные вложения владельцев составили около 100 тыс. $. В 2010 году, когда этот стартап стал одним из крупнейших профильных ресурсов Рунета, «Финам» купил в нём долю в 30 % за 3 млн $. За три последующих года холдинг удвоил свои вложения: в августе 2013 года он продал Russia Partners принадлежащий ему пакет акций за 6 млн $. На тот момент годовая выручка проекта «Банки.ру» составляла 8,5 млн $ и росла на 50—60 % в год.

### «Платиза»
Первая в России выдающая онлайн-займы микрофинансовая организация (МФО) «Платиза» была основана «Финамом» в ноябре 2012 года. В число инвесторов этого проекта были привлечены два российских венчурных фонда Flint Capital и Prostor Capital, вложивших равными долями 3 млн $ в совладельца «Платиза» Federal Finance Group. В конце 2014 года последняя вышла из этого бизнеса.
Прототипом Platiza.ru стал британский сервис Wonga.com. Специализация сервиса — круглосуточная выдача микрозаймов до 15 тыс. ₽ на срок до 45 дней с моментальным перечислением средств на дебетовую карту или электронный кошелёк Visa Qiwi Wallet или «Яндекс.Деньги» по процентной ставке от 0,5 до 1 % в день без физического предоставления документов. «Платиза» окупилась через полтора года после запуска, в 2015 году компания оценивалась более чем в 25 млн $ и занимала около 25 % рынка.

## Награды
Ежегодно холдинг «Финам» становится лауреатом отраслевых премий, победителем конкурсов и рейтингов. В их числе:
- «Финансовый Олимп» — 2007, 2008, 2011, 2012, 2017, 2018;
- «Финансовая элита России» — 2007, 2008, 2009 (гран-при), 2010 (гран-при), 2011, 2012, 2013, 2014, 2015, 2017, 2019, 2021;
- «Элита фондового рынка» — 2009, 2011, 2014, 2015, 2018, 2020, 2021, 2022;
- «Основа роста» — 2012, 2013, 2014, 2015, 2016;
- «Время инноваций» — 2014, 2015, 2016, 2017, 2019, 2020, 2021;
- «Финансовая жемчужина России» журнала «Семейный бюджет» — 2008, 2009;
- «Компания года» журнала «Компания» — 2012.
- 1 место в рейтинге крупнейших российских брокерских компаний «РБК.Рейтинг» по итогам 2007, 2008, 2009, 2010, 2011 годов.

Международное подразделение холдинга WhoTrades также отмечается различными премиями на своих рынках. Так, в 2012 году оно стало лауреатом Foreign Exchange Awards журнала World Finance. В 2014 году — лучшей социальной сетью для трейдеров, а в 2015 году — самым быстроразвивающимся брокером Латинской Америки по версии портала International Finance Magazine. Кроме того WhoTrades признан «лучшим брокером Восточной Европы» (2014) и «лучшим инновационным брокером Китая» (2015), получив соответствующие награды International Alternative Investment Review (IAIR) Awards. В 2015 году он также был удостоен премии выставки China Forex Expo в Шанхае.